# Phil Lesh & Friends
Phil Lesh & Friends ist eine US-amerikanische Rockband, die vom ehemaligen Grateful-Dead-Bassisten Phil Lesh 1998 gegründet wurde.
Die Band ist nicht als eine traditionelle Rockband zu sehen, da ein ständiger Wechsel der Musiker stattfindet und somit keine Gruppierung auf Dauer ist. So spielten auch ehemalige Mitglieder von Phish, Little Feat, The Tubes, The Blues Brothers, The Allman Brothers Band und Jefferson Airplane  in dieser Kombo. Nur fünf Musiker spielten über einen längeren Zeitraum in dieser Band, die somit in der Fangemeinde als das Phil Lesh Quintet (PLQ oder kurz „das Q“) bezeichnet werden. Diese Musiker sind Phil Lesh, Warren Haynes (u. a. The Allman Brothers Band), Jimmy Herring (u. a. The Allman Brothers Band, Widespread Panic), Rob Barraco (u. a. The Other Ones) und John Molo (u. a. Schlagzeuger für Bruce Hornsby). In dieser Gruppierung spielte die Band von September 2000 bis Dezember 2003. In dieser Zusammensetzung wurde 2002 das Album There and Back Again veröffentlicht, das alte Grateful-Dead-Songs als auch neu verfasste enthielt.
Im September 2007 trat die Band unter teilweise neuer Besetzung in Santa Barbara, Kalifornien, auf. Neben Lesh blieben Campbell und Molo in der Band. Neu dazu kamen der Singer-Songwriter und Gitarrist Jackie Greene und der Keyboarder Steve Molitz. Greene war schon vorher mit verschiedenen Größen des Musikgeschäfts auf Tournee und brachte 2005 sein erstes eigenes Album heraus. Molitz spielte vorher bei der Jam-Band Particle.
In dieser Formation trat man auch am 4. Februar 2008 zusammen mit Mickey Hart und Bob Weir im Warfield Theatre, San Francisco auf. Die Show mit dem Namen Deadheads for Obama war eine Unterstützung des amerikanischen Kandidaten zur Präsidentenwahl Barack Obama. Seit 2004 hatten Lesh, Hart und Weir nicht mehr zusammengespielt.
Phil Lesh & Friends verwendeten häufig Material und Ideen von Grateful Dead. Sie ließen sich jedoch auch von Bob Dylan, Traffic, The Beatles, Led Zeppelin und The Allman Brothers Band beeinflussen und interpretierten deren Lieder auf ihre Weise. Phil Lesh setzt hierbei den Ruf von Grateful Dead fort, eine hervorragende Live- und Jamband zu sein, die auf der Bühne improvisiert. Bedingt durch den Einfluss der anderen, wechselnden Musiker ist der Musikstil von Phil Lesh & Friends härter und schneller als der von Grateful Dead. Besonders durch Haynes und Herring wurde die Band durch den Southern Rock beeinflusst. Diese Vermischung der Stile nannte Lesh persönlich „Dixieland Rock“. Durch diese Vermischung und Beeinflussung wurde der alte Stil von Grateful Dead weiterentwickelt. Die Fangemeinde (Deadheads) begrüßte diesen Balanceakt zwischen Weiterentwicklung und Treue zum alten Stil. Neben der Zufriedenstellung der alten Deadhead-Gemeinde gewann die Band zudem viele neue Fans.
Wie schon zuvor Grateful Dead befürworten Phil Lesh & Friends, dass Fans Konzertaufnahmen mitschneiden und derartige Bootlegs frei tauschen dürfen. Dank des Internets stellt dies für Fans kein Problem dar, insbesondere archive.org, wo schon die Grateful-Dead-Konzerte erhältlich sind, als auch sonst kritisch betrachtete File-Sharing-Systeme bieten derartiges an. Wie auch Bob Weir stellt Lesh auf seiner Homepage Songs und sogar CD-Covers ein. Auch schloss Lesh für seine Tour 2006 einen Vertrag, dass eine Firma seine Konzerte mitschnitt und sogleich ins Internet stellte und Fans dies herunterladen konnten.

## Diskografie
- Love Will See You Through (1999)
- There and Back Again (2002)
- Live at the Warfield (2006)